# Primera División 1912 (Argentinië)
In 1912 werd het 21ste seizoen gespeeld van de Primera División, de hoogste voetbaldivisie van Argentinië. Quilmes AC werd kampioen. 
Alumni AC werd uitgesloten nadat het drie keer op rij forfait gaf. Drie andere clubs trokken zich terug om een eigen kampioenschap op te richten op initiatief van Gimnasia y Esgrima de Buenos Aires. Dit kampioenschap, georganiseerd door de Federación Argentina de Football (FAF) is niet officieel erkend door de FIFA. 

## Eindstand

### AAF
| Plaats | Club                               | Wed.           | W              | G              | V              | Saldo          | Ptn.           |
| ------ | ---------------------------------- | -------------- | -------------- | -------------- | -------------- | -------------- | -------------- |
| 1º     | Quilmes AC                         | 10             | 7              | 1              | 2              | 24:8           | 15             |
| 2º     | CA San Isidro                      | 9              | 5              | 1              | 3              | 16:22          | 11             |
| 3º     | Racing Club de Avellaneda          | 10             | 4              | 2              | 4              | 24:16          | 10             |
| 4º     | Estudiantes Buenos Aires           | 9              | 4              | 0              | 5              | 15:18          | 8              |
| 5º     | Belgrano Athletic                  | 10             | 3              | 1              | 6              | 20:20          | 7              |
| -      | CA River Plate                     | 10             | 3              | 1              | 6              | 8:23           | 7              |
| 7º     | CA Porteño                         | Teruggetrokken | Teruggetrokken | Teruggetrokken | Teruggetrokken | Teruggetrokken | Teruggetrokken |
| -      | Estudiantes de La Plata            | Teruggetrokken | Teruggetrokken | Teruggetrokken | Teruggetrokken | Teruggetrokken | Teruggetrokken |
| -      | Gimnasia y Esgrima de Buenos Aires | Teruggetrokken | Teruggetrokken | Teruggetrokken | Teruggetrokken | Teruggetrokken | Teruggetrokken |
| 10º    | Alumni Athletic Club               | Teruggetrokken | Teruggetrokken | Teruggetrokken | Teruggetrokken | Teruggetrokken | Teruggetrokken |

|  | Kampioen |

### FAF
| Plaats | Club                               | Wed. | W | G | V  | Saldo | Ptn. |
| ------ | ---------------------------------- | ---- | - | - | -- | ----- | ---- |
| 1º     | CA Independiente                   | 14   | 9 | 2 | 3  | 33:12 | 20   |
| 1º     | CA Porteño                         | 14   | 8 | 4 | 2  | 24:10 | 20   |
| 3º     | Estudiantes de La Plata            | 14   | 8 | 3 | 3  | 23:14 | 19   |
| 4º     | Gimnasia y Esgrima de Buenos Aires | 14   | 7 | 4 | 3  | 26:18 | 18   |
| 5º     | Argentino de Quilmes               | 14   | 7 | 3 | 4  | 34:27 | 17   |
| 6º     | CA Atlanta                         | 14   | 6 | 0 | 8  | 24:28 | 12   |
| 7º     | Club Kimberley                     | 14   | 2 | 2 | 10 | 17:48 | 6    |
| 8º     | Sportiva Argentina                 | 14   | 0 | 0 | 14 | 6:30  | 0    |

|  | Gekwalificeerd voor finale |

#### Finale
De wedstrijd werd na 87 minuten stopgezet omdat de spelers van Independiente het veld verlieten. Porteño kreeg de titel toegewezen.
|             |                  |       |            |  |
| 22 december | CA Independiente | 1 – 1 | CA Porteño |  |
| 22 december |                  |       |            |  |